# 偶像大師 劇場版 前往光輝的另一端！
《偶像大師 劇場版 朝著輝煌的彼岸！》是一部於2014年1月25日在日本上映的虛擬偶像動畫電影，由A-1 Pictures負責動畫製作並由Aniplex發行；其人物来自《偶像大师系列》和手機遊戲《偶像大師 百萬人演唱會！》以及2011年放映的電視動畫，導演、編劇以及主要人物的配音聲優都延續電視動畫團隊:40─41。電影為電視動畫的後續故事，描述虛構世界中765演藝事務所的偶像組合765PRO ALLSTARS成為當紅明星後，舉辦大型演唱會並請所內其他偶像候補生作伴舞；在候補生們遇到各種困難并想放棄時，互相提攜勉勵，最後在演唱會上獲得成功。
本電影票房收入超過7億日圓，為2014年十年以來日本深夜動畫改編電影版中的前五名。其電影DVD、BD則合計銷售超過七萬套；電影主題曲为《M@STERPIECE》，由劇中人物配音聲優群演唱，其單曲於發行首周在Oricon公信榜亦有排名第六名的成績。此外，本片獲得2014年Newtype動畫大獎的最佳主題曲獎、最佳電影版作品獎、最佳導演獎、最佳女角獎等多項獎項。

## 劇情
故事以765演藝事務所的偶像組合765PRO ALLSTARS在故事世界中拍攝的電影宣傳片为开头，宣傳片結束後開始敘述765PRO ALLSTAR各偶像正在進行的活動，顯見她們已是當紅明星。之後她們的製作人宣布將舉辦765事務所有史以來最大型的演唱會，將首次使用伴舞，伴舞群為765事務所內的偶像候補生，並指定765PRO ALLSTAR的成員天海春香為這次演唱會的領隊，其後為了準備演唱會而舉辦合宿與候補生一起訓練。
候補生剛開始皆無法負荷訓練強度，因而更加憧憬這些前輩，並夢想著能當上偶像。然而之後候補生中程度較差的成員往往跟不上進度，甚至開始懷疑自己是否適合做偶像；其中一員矢吹可奈碰巧遇到春香，向其訴說自己喜歡唱歌，但因為跳舞能力不足而感到困擾，在春香鼓勵下她得以振作，在後來的訓練中加倍努力。製作人在合宿的最後向眾人表示，將在演唱會後前往美國好萊塢研修學習，春香向眾人期許希望能將演唱會辦到最好作為餞行禮物。
合宿結束後，事務所舉辦小型演唱會讓候補生習慣大場面，但是候補生的表現不佳，可奈甚至跌倒使隊形大亂。會後候補生互相指責，更被娛樂周刊雜誌諷刺765事務所的新舊世代交接失敗。候補生間的氣氛低迷，可奈更是開始缺席育成學校的練習課程。製作人建議候補生改為與765PRO ALLSTARS一起練習，然而一起訓練後程度較差的候補生仍舊無法跟上。春香为配合她們以及一直沒來的可奈，決定將舞步改簡單，但程度較好的成員表示反對，亦不認同要等可奈；春香仍認為應與可奈談過再決定，却被質疑不可理喻並不適合做領隊，眾人不歡而散。事後春香開始懷疑自己而感到徬徨，並與所內其他偶像談心，眾人皆認為春香應該相信自己，春香因而更堅信應該找回可奈。同時，候補生中程度差的成員向765事務所的偶像表示，覺得浪費大家的時間想放棄，但在幾位偶像勸說下打消念頭；而程度好的成員則表示並不想排擠其他成員，但因為自己練習非常努力，而不希望舞步被修改使努力白費，同时她们的负责偶像也说明，要相信春香的能力。
其後春香終於找到機會與可奈在电话中對談，可奈對春香道歉並表示仍希望放棄成為偶像，目前其生活過得充實美好，不用再擔心她，然後結束了通話。春香認為可奈電話中的聲音在顫抖，顯然是在勉強自己說放棄；春香冒雨召集眾人去可奈家找她，並在可奈失意時常去唱歌的河堤找到她，和她一起去到演唱会的准备现场。在春香的勸說和眾人的鼓勵下，可奈終於回來練習並減肥。最後在競技場舉辦的演唱會獲得成功，动画以製作人告別眾人並坐飛機離開做收尾。片尾製作人員名單結束後，又以製作人回到事務所與眾人團圓作最後結束畫面。

## 主要角色
以下為於電影中出現的主要角色：

### 765 事務所職員
製作人（配音：赤羽根健治）片中並無提及姓名，為765PRO ALLSTARS的製作人，負責處理她們的行程或是接案與提企劃等。有感於765PRO ALLSTARS的各成員逐漸成長成為當紅明星，認為自己也要提升水準而決定去好萊塢研修一段時間，片中的競技場演唱會為其在日本最後一份工作。
秋月律子（配音：若林直美）765事務所內的另一位製作人，除了分攤工作外也是765事務所內另外一偶像組合「龍宮小町」的負責製作人。因為曾是偶像，也會負責訓練各偶像舞蹈的部分。
高木順二朗（配音：大塚芳忠）765事務所的社長。
音無小鳥（配音：瀧田樹里）765事務所的職員，負責文書工作。會在腦中妄想做小劇場。

### 765 事務所偶像（765PRO ALLSTARS）
天海春香（配音：中村繪里子）棕色短髮並有兩個蝴蝶結在頭髮上。個性樂觀積極。喜歡歌唱；片頭顯示其獲得第二十五回日本最佳偶像獎，之後被指派為競技場演唱會的領隊，在後來的訓練中負責帶領眾人。
星井美希（配音：長谷川明子）金髮少女。個性天真率直。舞蹈技能是全队中极为优秀者。被好萊塢相中，將在演唱會後前往美國朝電影界發展。
如月千早（配音：今井麻美）有著深藍色長髮，表面沉穩正經但內心纖細。喜歡唱歌和攝影。歌唱實力受肯定而將至美國錄音發片。相當信任春香，並在春香消沉時給予關心打氣。
高槻彌生（配音：仁後真耶子）有著橘色雙馬尾，為天真無邪的開朗女孩。
萩原雪步（配音：淺倉杏美）棕色短髮少女。對自己沒什麼信心，因而做事都會加倍努力。
菊地真（配音：平田宏美）外表與聲音皆像男生的黑短髮少女。有許多女性粉絲。
雙海亞美、真美（配音：下田麻美）雙胞胎，喜歡惡作劇的活潑女孩。其中亞美為高人氣偶像組合「龍宮小町」的一員。
水瀨伊織（配音：釘宮理惠）有著棕色長髮及高額頭，為任性又傲嬌的大小姐，但在候補生前也會展現前輩風範給予打氣。此外也是「龍宮小町」的一員，片頭還受邀至棒球場開球。
三浦梓（配音：高橋智秋）藍色中分短髮的治癒系大姊姊。個性天然呆但溫柔。也是「龍宮小町」的一員。
四條貴音（配音：原由實）散發高貴氣質並有著銀色長髮的少女。個性溫和講話優雅緩慢。
我那霸響（配音：沼倉愛美）有著深綠色長馬尾、虎牙和較深膚色的活力少女。喜歡動物。舞蹈能力強也會幫忙指點候補生。

### 765 事務所偶像候補生

七位候補生角色圖。由左至右分別為：矢吹可奈、望月杏奈、箱崎星梨花、佐竹美奈子、北澤志保、七尾百合子、橫山奈緒

候補生角色原型來自於2013年2月27日發售的手機遊戲《偶像大師 百萬人演唱會！》。
矢吹可奈（配音：木戶衣吹）
劇中第二主角。有著橘色短髮。喜歡吃甜食。因為憧憬春香而想成為偶像，在合宿中獲得春香的簽名並受到鼓舞，但在合宿結束後的小型演唱會上跌倒搞砸，之後失去信心整天把自己關在房間中不去團練，並且靠吃零食紓壓，導致後來發胖，更加不敢出門去練習，最後在春香說服下重新努力練習和減肥並再次站上舞台。
北澤志保（配音：雨宮天）
黑色捲髮少女。為個人主義者，認為所有人都是對手，不認同成功需要互相信賴扶持，喜歡獨處，為候補生程度較佳的一員；在春香執意要等可奈回來時，質疑春香的領導能力，認為春香不適合做領隊。在看到春香說服可奈後，為自己之前的行為向春香道歉。
箱崎星梨花（配音：麻倉桃）
灰棕色雙馬尾少女，為候補生程度較差的一員。
七尾百合子（配音：伊藤美來）
有著藍綠髮色和髮辮。為候補生程度較差的一員，曾表示自己完全不擅長跳舞，認為自己和較差的其他幾人拖累了進度，害大家浪費時間，曾想過退出，但被雪步等人鼓勵後打消念頭。
望月杏奈（配音：夏川椎菜）
有著半開垂眼和紫色長髮。個性上較沉默怕生。為候補生程度較差的一員，跟百合子一樣曾想退出。
橫山奈緒（配音：渡部優衣）
綁著螺旋狀側馬尾。為候補生程度較佳的一員。比較勇於表達自己的想法，反對春香為了顧及程度較差的人而改舞步。
佐竹美奈子（配音：大關英里）
有著棕色馬尾的少女，為候補生程度較佳的一員。個性較為成熟會試圖幫忙打圓場。

## 發展

### 背景
《偶像大師》為南夢宮於2005年年中啟用的街機偶像養成遊戲，後逐漸获得人氣，並於2007年初移植至Xbox 360並結合Xbox Live。當時Xbox 360在日本銷售不佳，但在《偶像大師》發售當日，微軟積分銷量激增為前日的四倍，其後日本的Xbox Live註冊率上升為世界最高，亦被認為是受《偶像大師》影響。《偶像大師》Xbox 360版含追加下載內容的總收益在銷售半年後達一億日圓，並在隔年初達三億，為當時世界排名第三，總計約銷售十萬套。在Xbox 360上取得商業性上的成功同時，《偶像大師》也陸續發行各种相關媒體作品，包括漫畫、小說、音樂、廣播劇，以及相關動畫《偶像大師 XENOGLOSSIA》。官方还多次举办由遊戲聲優群演出的演唱會，并为PSP、NDS等掌機系統推出游戏。
2011年，萬代南夢宮發售了以Xbox 360和PS3為平台的《偶像大師2》。同年7月7日，基於《偶像大師2》的電視動畫《偶像大師》開始放映，劇情為765演藝事務所的製作人帶領各偶像，從默默無名走向當紅明星；A-1 Pictures公司負責製作該動畫，並由首次擔任導演的錦織敦史來擔任導演、劇本統籌和角色設計師，系列演出家（類似副導演）則為高雄統子，並由石原章弘監修，劇中人物的聲優皆與遊戲中相同；該動畫於2012年NewType動畫大賞上獲得最佳導演獎等七座獎項。之後《偶像大師》開發了手機遊戲《偶像大師 灰姑娘女孩》和角子機遊戲《偶像大師 LIVE in SLOT！》，以及2012年10月25日在PSP上發行的《偶像大師 閃耀祭典》；該PSP遊戲附贈OVA的導演再度由錦織敦史擔任。

### 概念發想
2011年底，《偶像大師》電視動畫播放完畢後，隔年其製作人鳥羽洋典開始構思其後的動畫發展，決定製作一部OVA，但主題未定。2012年6月，在神奈川縣橫濱體育館舉辦的《偶像大師》七周年紀念演唱會，為歷屆中規模最大的演唱會；鳥羽受到演唱會的刺激，決定了新動畫的主軸為「765PRO ALLSTARS新的成長」，並延續了電視動畫的主題「眾人一起努力」；此外也構想加入新偶像或伴舞，並一同向某個目標前進的劇情。:40
在錦織敦史完成《偶像大師 閃耀祭典》的OVA後，鳥羽向其表達製作新動畫的想法，並邀請錦織再次擔任導演；然而石原章弘和錦織都認為電視動畫最終話時765PRO ALLSTARS已經歷經各種成長成為當紅明星，並無多餘的劇情可用:40；石原則建議加入當時正在製作的新手機遊戲《偶像大師 百萬人演唱會！》裡的新人物，錦織認為石原的意見很新鮮有趣但並沒有接受:16。當時另有其他提案如製作與電視動畫完全無關或是平行世界的新作品，但錦織認為創造全新設定的主題是對之前的動畫不負責任的行為而反對；以及以《偶像大師》裡的其他偶像與已成名的765PRO ALLSTARS對決等，亦沒被錦織採納:8。起初原定要製作60分鐘左右的OVA，但在錦織構思後逐漸湧現各種劇情元素和概念，以至於動畫長度可能超出原定時間；錦織無意間表示希望有機會能在電影院上映，其他人則提議乾脆做成全國放映的電影版，獲眾人同意而決定改製作成約兩小時長的電影，錦織事後指出當時其實並沒想要製作電影版的意思。
其後錦織起初並無一個好的電影主題，甚至消極的只想把電影當作五倍長的電視動畫來製作，但提案被石原認為劇情會不足；之後錦織才採納之前沒使用的建議，加入了《偶像大師 百萬人演唱會！》裡的角色，將電影的主題定為「765PRO ALLSTARS以前輩之姿提攜新的角色」，也符合了最初鳥羽的電影主軸。選擇使用《偶像大師 百萬人演唱會！》的角色而不是另一款手機遊戲《偶像大師 灰姑娘女孩》的人物，主要是因為電視動畫製作以及前者的遊戲卡片繪圖都是A-1 Pictures公司，A-1 Pictures主動要求使用前者；也因為是同公司先後製作的人物，更有前輩與後進的感覺。另外受到演唱會中的螢光棒海影響，鳥羽表示電影名稱一開始便以「光之海」的方向去構思，並參考了過去發售《偶像大師》Xbox 360版遊戲的廣告標語：「在閃耀的舞台上重逢」和《偶像大師2》的廣告標語：「在更高水準的閃耀新舞台上」等，以包含「耀眼的」意涵的名稱為主。最後錦織在眾多提案中選擇了目前的電影名稱，並在之後補上了名稱最後的驚嘆號以展現氣勢。:8

### 劇本
錦織敦史除了擔任導演外，同時也是電影的編劇；此外A-1 Pictures公司製作電視動畫時的動畫製作人清水曉邀請同公司中曾為電視動畫多集編劇的高橋龍也來參與電影編劇，高橋於2013年3月決定加入製作，與錦織共同分擔劇本編寫的工作，高橋主要負責電影中前半段合宿部分的劇本:10。另外電視動畫的系列演出家高雄統子繼續擔任電影版的系列演出家，除了系列演出家本身的檢查內容與統籌工作外，高雄也有對錦織和高橋寫的劇本做一些建議和調整，以及臺詞上的變更等。:12
角色設計上，雖然基本上延續了電視動畫的設定，不過錦織指出電視動畫是著重於以一群偶像的方式描寫，電影則要表現出765PRO ALLSTARS成長為人人都是獨當一面的偶像，片頭的虛構電影預告片以及各偶像的活動，便是為了塑造出這樣的形象；但錦織也表示要讓觀眾看完電影後有「765PRO ALLSTARS的眾人成為明星後還是沒有變啊」的感覺。角色成長的描寫上，高橋指出原本在電視動畫中較不起眼的高槻彌生和萩原雪步兩個角色，在電影中變得較為突出，以及如月千早變得更加成熟柔和等:11。在電視動畫末春香表達了自己選擇成為偶像這條路，錦織表示這與新成員加入時產生的衝突，是春香被選為領隊的契機，雖然錦織認為春香不是成員中最有領導力的，但覺得她應可成為眾人的支柱:16。此外水瀨伊織也曾被考慮擔任領隊，高雄認為她更有領導氣質，不過之後伊織轉變為支助春香的重要角色:13。另外高雄表示相較於電視動畫中春香痛苦煩惱時無人相助，電影中的765PRO ALLSTARS變得更加互相信賴，願意幫助春香和相信春香並將決定權託付予她。:13
來自《偶像大師 百萬人演唱會！》的新角色，其遊戲的角色設計為田宮清高；最初曾考慮只使用3或4位，但人數過少在前輩與後進之間的刻劃較為困難。最後錦織考慮到舞台上的平衡，選擇使用7位新角色；不過之後在製作過程中也曾認為人數過多而想減為5位。新角色的抉擇上除了考量到年齡外，在石原建議下也避開了個性強烈的角色，並於2012年冬天時完成新角色的選擇:40。另外錦織表示只對某個新角色過於描寫而忽略其他新角色，對《偶像大師 百萬人演唱會！》的玩家是很失禮的事；因此主軸上新角色定位為客串的見習身分，仍以765PRO ALLSTARS為電影的主角群:16；但高雄表示在有限的描寫下，仍得把各新角色的個性表現出來，也是編劇時的一個難題。:13
使用矢吹可奈來作為天海春香的對比角色是石原所建議:9，錦織表示可奈與春香對於偶像的夢想憧憬很類似，而劇情卻是可奈中途放棄，這是塑造出若無夥伴陪伴一起渡過難關的春香，可能也會陷入這樣情況的對比。此外錦織認為可奈在沒有同伴支持下只能自己努力，這種壓力下新人很脆弱，因此才會設計出只因吃胖就不敢出來練習的惡性循環橋段，也顯示出候補生間的互相提攜關照不足；與之對比的橋段是春香在經過成長後能發現可奈的問題，並且有765事務所眾人的支持而能完成領隊的任務。而立場與春香相反的角色北澤志保，原先並沒特別突出的設計，被決定為劇中關鍵人物後，戲份才大幅增加:11，並被設計為價值觀與被錦織稱為「765主義」完全相反的角色；但錦織和高雄表示志保的言論並不代表錯誤，所以在創作上也試著不讓她成為被觀眾討厭的純粹反派。:15
片頭的虛構電影預告片則是錦織認為製作一小段宣傳片是很有趣的事情，在電視動畫中由高橋編劇的第15話也曾使用過同樣的手法。此外劇中製作人前往好萊塢修習的橋段，其出自於原本要用於電視動畫卻未用上的《偶像大師2》遊戲劇情；錦織指出這個設定讓競技場演唱會變成765PRO ALLSTARS想將這場演唱會獻給製作人的感覺，使觀眾注意力更能集中:17。由於首次擔任電影導演，錦織表示劇情的選擇和剪輯並沒有照著「電影應該這麼演」去製作，而純粹是選擇了他自己想表達的內容。石原則表示雖然作為《偶像大師》系列的電影，他認為若沒有任何《偶像大師》預備知識仍可以把本片當作正統偶像電影來觀賞，仍可以和《偶像大師》愛好者一樣享受到電影的樂趣並喜歡上《偶像大師》。

### 製作
本電影採製作委員會方式，由萬代南夢宮遊戲、Aniplex、TBS與日本古倫美亞等公司投資成立THE IDOLM@STER MOVIE製作委員會以提供資金給動畫公司A-1 Pictures製作動畫的方式，另與包含萬代南夢宮工作室的數個公司合作。電影由大下聰、夏目公一朗、坂本香與前山寬邦等人企劃，並由坂上陽三、鳥羽洋典、山口泰廣和柏谷智浩等人擔任製作人，動畫製作人則由福島祐一擔任，石原章弘則一樣負責監修:41。製作團隊則許多與電視動畫時相同，包含美術指導薄井久代、色彩設計中島和子、剪輯三嶋章紀和音效指導菊田浩巳等人，以及負責音樂的高田龍一，音樂製作人除了原本的中川浩二另增加了柏谷智浩。:40-41
錦織敦史在製作電視動畫時便身兼導演與角色設計師，但其表示身為角色設計師卻沒能為自己設計的角色作畫並出現在動畫中感到有些奇怪，因此在此次製作中更多兼任了總作畫監督。雖然錦織因為身兼多職抽不出空，實際上仍多由作畫監督與原畫師完成；但劇中角色的感情表現，以及一些場景的展現，如合宿時為豔陽夏日，後段劇情轉折後改為陰暗色系的雨天等，都是由錦織指導完成:16:9。此外劇中765PRO ALLSTARS於競技場演唱會中的雙色穿著，亦為錦織所選，並搭配了十字星狀符號設計以體現電影標題中的「光輝」:16；除了演唱會的衣著外，劇中也出現了一些過去曾出現過的衣裝，當作類似彩蛋的秘密，讓觀眾在觀賞時自行發現。另外劇中一些一閃而過的雜誌圖片和路邊廣告等，其上的宣傳圖為電視動畫中曾與765事務所競爭的其他偶像，例如876事務所的偶像和新幹少女，錦織表示這麼做是為了顯示不是只有765PRO ALLSTARS在努力成長，也有延續電視動畫的意思。除此之外片尾也出現了《偶像大師 灰姑娘女孩》裡的角色，錦織指出不只加入以前出現過的角色，加入這些新角色也是為了使結尾做出「765事務所的眾人也不能輸要繼續加油」的氛圍；以及電影創造出的世界並沒有結束，這些偶像們以後還會在更多的舞台上活躍的氣氛。
最後的競技場演唱會被錦織視為向觀眾傳達自己當初在《偶像大師》七周年紀念演唱會現場感受到的悸動的場景，因此是整齣電影中的重要片段:17。在電視動畫中就已有演唱會的場景，由於當時舞台上人數沒有電影版多，因此畫面多停留在舞台正面上，並沒有採用望遠之類的鏡頭視角，錦織認為電視動畫中的演唱會並沒有創造出他想要的臨場感而感到不甘心:9。在電影版中，錦織以七周年演唱會時使用的橫濱體育館作為元素，以及當時演唱會的布置，設計了電影中的舞台，並使之能容納下包含伴舞的近二十位偶像:17:9。電影中的演唱會採用了3D繪圖技術，使攝影鏡頭能夠自由的調整出想要的角度，做出電視動畫沒能使用到的運鏡手法，並能達成電視動畫無法完成的動態移動；不過高雄統子表示原本是要全使用2D繪圖，但品質控管上比較麻煩，3D跟2D之間的平衡最後是由錦織決定:17:9。此外為求臨場感，電影中演唱會的觀眾喝采音效，採用真實演唱會的錄音；2013年8月4日，於神奈川縣橫濱國際平和會議場舉辦的《偶像大師》八周年公開巡演中，為電影中的製作人配音的赤羽根健治上臺請觀眾吶喊特定句子，包含765PRO ALLSTARS的偶像名字與暱稱，以及一些其他的喝采聲；這些錄音被用在電影中演唱會中。:41
配音部分，高橋表示天海春香、星井美希和如月千早三個角色的配音，要表現出該有的悲傷或纖細情感，是配音中最難的部分:11；而候補生的配音由於都是新人聲優，在錄音上沒有為765事務所眾人配音的聲優來的純熟，錄音上較為緊張而花了較多的時間。整個電影花了一年多的時間製作完成，錦織表示時程上很緊迫，但並沒有延誤。:16

## 音樂

### 主題音樂
《偶像大師 劇場版 朝著輝煌的彼岸！》總共使用了九首人聲歌曲，其中五首為過去《偶像大師》系列中的歌曲：:41
| 類型   | 曲名                  | 作詞     | 作曲       | 編曲            | 演唱                          | 備註 |
| ------ | --------------------- | -------- | ---------- | --------------- | ----------------------------- | --- |
| 主題曲 | 《M@STERPIECE》       | yura     | 神前曉     | 神前曉 高田龍一 | 765PRO ALLSTARS               | 出現在電影中片尾的演唱會，由劇中偶像組合765PRO ALLSTARS合唱。                                                                |
| 片頭曲 | 《THE IDOLM@STER》    | 中村惠   | 佐佐木宏人 | 佐佐木宏人      | 765PRO ALLSTARS               | 在電影開頭敘述765事務所各偶像日常進行活動時播出，原曲出自街機遊戲《偶像大師》。                                              |
| 片尾曲 | 《》                  | 森由里子 | 中川浩二   | kyo             | 765PRO ALLSTARS               | 在電影最後播放製作人員名單時播出。                                                                                           |
| 插曲   | 《》                  | 桃木榮治 | 田中秀和   | 田中秀和        | 765PRO ALLSTARS               | 用於電影中合宿中途休息時，眾人出外遊玩時的背景音樂。                                                                         |
| 插曲   | 《Fate of the World》 | kyo      | kyo        | kyo             | 天海春香、星井美希 、如月千早 | 用於電影開頭的劇中電影《睡美人》（眠り姫）的主題曲。                                                                               |
| 插曲   | 《》                  | 森由里子 | 椎名豪     | 椎名豪          | 如月千早                      | 用於電影開頭的劇中電影《睡美人》宣傳片的背景音樂，原曲出自《偶像大師》系列專輯《偶像大師 藝術大師 2 -第一季- 05 如月千早》。 |
| 插曲   | 《shiny smile》       | 朝日祭   | Yoshi      | Yoshi           | 天海春香、我那霸響            | 電影中合宿晚上候補生看到電視上播出天海春香、我那霸響演出時所唱的曲目，原曲出自Xbox 360遊戲《偶像大師 為你而唱！》。          |
| 插曲   | 《GO MY WAY!!》       | yura     | 神前曉     | 神前曉          | 765PRO ALLSTARS               | 出現在電影中合宿結束前的最終練習，原曲出自Xbox 360遊戲《偶像大師》。                                                         |
| 插曲   | 《MUSIC♪》            | yura     | 渡邊量     | 渡邊量          | 天海春香、如月千早 、三浦梓   | 用於電影中合宿結束後舉辦的小型演唱會，原曲出自PSP遊戲《偶像大師 閃耀祭典》。                                                 |

電影的音樂由日本古倫美亞公司負責，MONACA公司協助製作:41。電視動畫第一片頭曲《READY!!》播出後被視作《偶像大師》的一個重要轉折點，一直為人氣很高的王道曲目；因此電影製作人鳥羽洋典指名為《READY!!》作曲和作詞的神前曉與yura來為電影創作主題曲，並以《偶像大師》史上首次發行的音樂專輯《THE IDOLM@STER MASTERPIECE》的名稱將主題曲命名為《M@STERPIECE》:22；yura表示這首歌的歌詞傳達出765事務所眾人一路成長至今的歷史。此外錦織導演表示片尾曲則是塑造出765事務所眾人大團圓且還要繼續下去的氣氛的歌曲:9。音樂製作人中川浩二表示插曲《彈珠汽水色的青春》（ラムネ色 青春）則有眾人和樂融融的牧歌感覺:22。此外使用了一些過去發行過的歌曲，錦織表示從最初代遊戲機的主題曲《THE IDOLM@STER》:23，到《偶像大師 閃耀祭典》的主題曲《MUSIC♪》，是為了象徵《偶像大師》自過去到現在的發展與聯繫；而《GO MY WAY!!》則為《偶像大師》系列的代表曲之一，曾用於電視動畫的片尾曲:23；錦織表示該曲有「當下的偶像大師」的意涵，且是包含秋月律子的歌曲，在電視動畫中沒能使用於劇情，因此在電影中合宿結束前的練習舞蹈，又將此曲加入。

### 發行
2014年1月29日，日本古倫美亞發行了電影主題曲《M@STERPIECE》相關的CD單曲和BD迷你專輯。CD版包含《M@STERPIECE》和一首與電影無關的曲目《你選擇的路》（君が選ぶ道），以及這兩首歌曲的卡拉OK版；BD版則是以5.1聲道模式收錄電影主題曲、片頭曲和三首插曲。CD版發售該週進入Oricon公信榜的音樂單曲榜第六名，其後在榜上停留了14週；此外發售該週在日本告示牌的日本熱門100金曲榜上則為第13名。
同年6月18日，日本古倫美亞以電影插曲《彈珠汽水色的青春》搭配其他過去《偶像大師》系列中的歌曲發行了單曲《彈珠汽水色的青春》的CD和5.1聲道音源的BD，並在該週的Oricon公信榜的音樂單曲榜獲得比《M@STERPIECE》發行首週更佳的第四名，並停留榜上13週。片尾曲《虹色奇蹟》（虹色ミラクル）則與電影插曲《Fate of the World》於8月13日由日本古倫美亞發行單曲《虹色奇蹟》，同樣包含CD與BD版，BD版為5.1聲道音源並多包含兩首過去《偶像大師》系列的歌曲，此單曲發行首週則在Oricon公信榜的音樂單曲榜獲得第七名，以及停留榜上12週。

### 原聲音樂

《偶像大師 劇場版 朝著輝煌的彼岸！ 電影原聲帶》封面

2014年2月5日，日本古倫美亞發行電影原聲帶，分為只有CD的正常版，以及包含CD和額外一張BD的限定版；BD上的曲目部分與CD相同，並有較多的曲目；兩者皆包含了電影中的五首主題音樂，但只有電影中的播放的長度。原聲帶內的曲目除了有人聲的主題音樂外，全由高田龍一編曲，作曲大部分也是由其負責。相較於電視動畫以及製作遊戲時是專門為某個角色創造歌曲，電影則有專門為場景製作的配樂；此外也有部分配樂是以主題歌曲無人聲演奏化的方式製作。原聲帶發售後，首週於Oricon公信榜音樂專輯榜獲得第4名的成績，並在榜上停留了6週；發行首周在日本告示牌的音樂專輯榜上則是第5名。
| 《偶像大師 劇場版 朝著輝煌的彼岸！ 電影原聲帶》（CD曲目） | 《偶像大師 劇場版 朝著輝煌的彼岸！ 電影原聲帶》（CD曲目） | 《偶像大師 劇場版 朝著輝煌的彼岸！ 電影原聲帶》（CD曲目） | 《偶像大師 劇場版 朝著輝煌的彼岸！ 電影原聲帶》（CD曲目） | 《偶像大師 劇場版 朝著輝煌的彼岸！ 電影原聲帶》（CD曲目） |
| 曲序                                                      | 曲目                                                      | 作曲                                                      | 备注                                                      | 时长                                                      |
| --------------------------------------------------------- | --------------------------------------------------------- | --------------------------------------------------------- | --------------------------------------------------------- | --------------------------------------------------------- |
| 1.                                                        |                                                           | 高田龍一                                                  |                                                           | 0:53                                                      |
| 2.                                                        |                                                           | NBGI                                                      |                                                           | 0:38                                                      |
| 3.                                                        |                                                           | 神前曉                                                    |                                                           | 2:17                                                      |
| 4.                                                        |                                                           | NBGI                                                      |                                                           | 1:58                                                      |
| 5.                                                        |                                                           | 神前曉                                                    |                                                           | 1:39                                                      |
| 6.                                                        | （BGM VERSION）                                           | 佐佐木宏人                                                |                                                           | 4:54                                                      |
| 7.                                                        |                                                           | 神前曉                                                    |                                                           | 3:45                                                      |
| 8.                                                        |                                                           | 高田龍一                                                  |                                                           | 1:55                                                      |
| 9.                                                        |                                                           | NBGI                                                      |                                                           | 2:01                                                      |
| 10.                                                       |                                                           | NBGI                                                      |                                                           | 1:49                                                      |
| 11.                                                       |                                                           | 高田龍一                                                  |                                                           | 1:36                                                      |
| 12.                                                       |                                                           | 高田龍一                                                  |                                                           | 1:55                                                      |
| 13.                                                       |                                                           | 高田龍一                                                  |                                                           | 1:33                                                      |
| 14.                                                       |                                                           | 高田龍一                                                  |                                                           | 1:58                                                      |
| 15.                                                       |                                                           | NBGI                                                      |                                                           | 2:01                                                      |
| 16.                                                       |                                                           | NBGI                                                      |                                                           | 1:56                                                      |
| 17.                                                       |                                                           | NBGI                                                      |                                                           | 1:43                                                      |
| 18.                                                       | READY!!（BGM VERSION）                                    | 神前曉                                                    |                                                           | 2:35                                                      |
| 19.                                                       |                                                           | 高田龍一                                                  |                                                           | 1:23                                                      |
| 20.                                                       |                                                           | NBGI                                                      |                                                           | 1:51                                                      |
| 21.                                                       |                                                           | 高田龍一                                                  |                                                           | 1:48                                                      |
| 22.                                                       |                                                           | 高田龍一                                                  |                                                           | 2:18                                                      |
| 23.                                                       |                                                           | 高田龍一                                                  |                                                           | 2:19                                                      |
| 24.                                                       |                                                           | 高田龍一                                                  |                                                           | 2:05                                                      |
| 25.                                                       |                                                           | 高田龍一                                                  |                                                           | 2:01                                                      |
| 26.                                                       | （LONG VERSION）                                          | 高田龍一                                                  |                                                           | 3:06                                                      |
| 27.                                                       |                                                           | 高田龍一                                                  |                                                           | 1:43                                                      |
| 28.                                                       |                                                           | 高田龍一                                                  |                                                           | 1:58                                                      |
| 29.                                                       |                                                           | 高田龍一                                                  |                                                           | 2:13                                                      |
| 30.                                                       | CHANGE!!!!（BGM VERSION）                                 | NBGI                                                      |                                                           | 2:22                                                      |
| 31.                                                       | （BGM VERSION）                                           | NBGI                                                      |                                                           | 2:52                                                      |
| 32.                                                       | Fate of the World（MOVIE VERSION）                        | kyo                                                       | 作詞、編曲與演唱參照主題音樂一節                          | 1:36                                                      |
| 33.                                                       | （MOVIE VERSION）                                         | 田中秀和                                                  | 作詞、編曲與演唱參照主題音樂一節                          | 2:07                                                      |
| 34.                                                       | GO MY WAY!!（SHORT VERSION）                              | 神前曉                                                    | 作詞、編曲與演唱參照主題音樂一節                          | 2:03                                                      |
| 35.                                                       | M@STERPIECE（SHORT VERSION）                              | 神前曉                                                    | 作詞、編曲與演唱參照主題音樂一節                          | 2:11                                                      |
| 36.                                                       | （SHORT VERSION）                                         | 中川浩二                                                  | 作詞、編曲與演唱參照主題音樂一節                          | 2:04                                                      |
| 总时长：                                                  | 总时长：                                                  | 总时长：                                                  | 总时长：                                                  | 1:15:24                                                   |

| 《偶像大師 劇場版 朝著輝煌的彼岸！ 電影原聲帶》（BD曲目） | 《偶像大師 劇場版 朝著輝煌的彼岸！ 電影原聲帶》（BD曲目） | 《偶像大師 劇場版 朝著輝煌的彼岸！ 電影原聲帶》（BD曲目） | 《偶像大師 劇場版 朝著輝煌的彼岸！ 電影原聲帶》（BD曲目） |
| 曲序                                                      | 曲目                                                      | 作曲                                                      | 备注                                                      |
| --------------------------------------------------------- | --------------------------------------------------------- | --------------------------------------------------------- | --------------------------------------------------------- |
| 1.                                                        |                                                           | 高田龍一                                                  |                                                           |
| 2.                                                        |                                                           | NBGI                                                      |                                                           |
| 3.                                                        |                                                           | NBGI                                                      |                                                           |
| 4.                                                        |                                                           | 高田龍一                                                  |                                                           |
| 5.                                                        |                                                           | NBGI                                                      |                                                           |
| 6.                                                        |                                                           | 高田龍一                                                  |                                                           |
| 7.                                                        |                                                           | 神前曉                                                    |                                                           |
| 8.                                                        |                                                           | 高田龍一                                                  |                                                           |
| 9.                                                        | （BGM VERSION）                                           | NBGI                                                      |                                                           |
| 10.                                                       |                                                           | NBGI                                                      |                                                           |
| 11.                                                       |                                                           | NBGI                                                      |                                                           |
| 12.                                                       |                                                           | 高田龍一                                                  |                                                           |
| 13.                                                       |                                                           | NBGI                                                      |                                                           |
| 14.                                                       |                                                           | NBGI                                                      |                                                           |
| 15.                                                       |                                                           | NBGI                                                      |                                                           |
| 16.                                                       |                                                           | 高田龍一                                                  |                                                           |
| 17.                                                       |                                                           | NBGI                                                      |                                                           |
| 18.                                                       |                                                           | 高田龍一                                                  |                                                           |
| 19.                                                       |                                                           | 高田龍一                                                  |                                                           |
| 20.                                                       |                                                           | 神前曉                                                    |                                                           |
| 21.                                                       |                                                           | 高田龍一                                                  |                                                           |
| 22.                                                       |                                                           | 高田龍一                                                  |                                                           |
| 23.                                                       | （PIANO INSTRUMENTAL VERSION）                            | NBGI                                                      |                                                           |
| 24.                                                       |                                                           | 高田龍一                                                  |                                                           |
| 25.                                                       |                                                           | 高田龍一                                                  |                                                           |
| 26.                                                       | Colorful Days（BGM VERSION）                              | NBGI                                                      |                                                           |
| 27.                                                       | 激励                                                      | 高田龍一                                                  |                                                           |
| 28.                                                       |                                                           | 高田龍一                                                  |                                                           |
| 29.                                                       |                                                           | 高田龍一                                                  |                                                           |
| 30.                                                       |                                                           | NBGI                                                      |                                                           |
| 31.                                                       | THE IDOLM@STER（BGM VERSION）                             | NBGI                                                      |                                                           |
| 32.                                                       |                                                           | NBGI                                                      |                                                           |
| 33.                                                       | （LONG VERSION）                                          | 高田龍一                                                  |                                                           |
| 34.                                                       | i（PIANO INSTRUMENTAL VERSION）                           | NBGI                                                      |                                                           |
| 35.                                                       |                                                           | 高田龍一                                                  |                                                           |
| 36.                                                       | relations（BGM VERSION）                                  | NBGI                                                      |                                                           |
| 37.                                                       | READY!!（BGM VERSION）                                    | 神前曉                                                    |                                                           |
| 38.                                                       |                                                           | 高田龍一                                                  |                                                           |
| 39.                                                       |                                                           | 高田龍一                                                  |                                                           |
| 40.                                                       |                                                           | NBGI                                                      |                                                           |
| 41.                                                       | （BGM VERSION）                                           | 佐佐木宏人                                                |                                                           |
| 42.                                                       |                                                           | 高田龍一                                                  |                                                           |
| 43.                                                       |                                                           | 神前曉                                                    |                                                           |
| 44.                                                       | Fate of the World（MOVIE VERSION）                        | kyo                                                       | 作詞、編曲與演唱參照主題音樂一節                          |
| 45.                                                       | （MOVIE VERSION）                                         | 田中秀和                                                  | 作詞、編曲與演唱參照主題音樂一節                          |
| 46.                                                       | GO MY WAY!!（SHORT VERSION）                              | 神前曉                                                    | 作詞、編曲與演唱參照主題音樂一節                          |
| 47.                                                       | M@STERPIECE（SHORT VERSION）                              | 神前曉                                                    | 作詞、編曲與演唱參照主題音樂一節                          |
| 48.                                                       | （SHORT VERSION）                                         | 中川浩二                                                  | 作詞、編曲與演唱參照主題音樂一節                          |

## 推出

### 上映與宣傳
2013年2月10日，在官方舉辦的現場活動「THE IDOLM＠STER MUSIC FESTIV＠L OF WINTER」中，宣布決定製作電影版，其後於官方網站上發表了新聞稿，以及關於導演和劇情等的一些相關訊息，並釋出了一段宣傳。同年3月30日，於日本動畫內容博覽會上由為電影配音的聲優發表了電影的名稱；並在現場販賣電影門票組合包，內容包含兩張門票以及廣播劇CD，該天傍晚即銷售一空；另外現場還有劇中人物我那霸響的寵物哈姆藏的冰雕。8月4日於神奈川縣橫濱國際平和會議場舉辦的《偶像大師》八周年公開巡演「THE IDOLM@STER 8th ANNIVERSARY HOP!STEP!!FESTIV@L!! @YOKOHAMA0804」中，由電影的製作人坂上陽三宣布電影版將於2014年的初春上映，並於9月22日公開巡演最後一天「THE IDOLM@STER 8th ANNIVERSARY HOP!STEP!!FESTIV＠L!!!@MAKUHARI0922」中公布電影版上映日期為2014年1月25日。此外在公開巡演現場也有販賣各種電影版相關宣傳產品。11月2日在東京都赤羽會館舉辦的《偶像大師》系列活動「偶像大師揭密事件@赤羽」（アイドルマスター シークレットイベント＠赤羽）中公開了預告片，並提到除了電視動畫以外原型來自《偶像大師 百萬人演唱會！》的七位新角色；另外還公布了將會上映的電影院列表，以及13種限定版的電影鑑賞卷和周邊商品。
2014年1月25日，《偶像大師 劇場版 朝著輝煌的彼岸！》在日本全國39家電影院小規模上映，並於東京都新宿WALD9舉辦劇中主要人物的聲優共14位的見面會，並同步實況至日本全國其他有上映的電影院。之後連續六周每周至電影院觀看會獲得不同的特別禮物，例如第二周會贈送以電視動畫與電影之間為時間點的前傳漫畫《偶像大師 劇場版 朝著輝煌的彼岸！ -signs-》的第0卷，其作者為高橋龍也，作畫為Mana（まな）。上映期間另有特定場次會舉辦「聲援上映會」（チアリング上映会），可以在電影院如演唱會般中使用螢光棒和歡呼等方式聲援。首六周結束後，本片於3月15日擴大至日本全國所有都道府縣上映，並同時有擴大上映的特別入場贈品。5月13日官方宣布了將於10月8日發售電影BD與DVD，同時也開始販賣電影院宣傳用的人型立牌。在經過四個多月的放映後，本片於5月30日正式下檔。
同年9月19日，本片被重新製作成被稱作《偶像大師 劇場版 朝著輝煌的彼岸！ -VideoM@ster-》的修正版再度於日本全國40家電影院上映，上映的三周各有不同的全新入場贈品。並同樣於新宿WALD9舉辦聲優見面會，同時也是總計第五十次的見面會，為日本史上少見的高舉辦次數；同時也宣布了2015年初將放映《偶像大師》的下一系列電視動畫《偶像大師 灰姑娘女孩》。《偶像大師 劇場版 朝著輝煌的彼岸！ -VideoM@ster-》放映三周後於10月13日下檔。電影下檔後於12月又在神奈川縣厚木市、東京都豐島區池袋和新宿WALD9等地零星地重新上映。2015年3月19日起數日在東京都中央區舉行的東京動畫獎典禮中，因適逢A-1 Pictures創設十周年，會上除了A-1 Pictures的回顧展外，本電影與A-1 Pictures另一作品《我們仍未知道那天所看見的花名。 劇場版》受到特別招待於會上播出。

### 票房
《偶像大師 劇場版 朝著輝煌的彼岸！》在上映後兩天內便累積觀眾人數8萬1262人，為該周排名第五，票收則為1億4987萬6900日圓，排名第三，超越同時期許多在上百家電影院放映的電影；此紀錄亦被拿來與同類型（深夜動畫類）和相似上映規模的《魔法少女小圓 劇場版 起始的物語》以及《魔法少女小圓 劇場版 叛逆的物語》做比較，本片在較少的上映規模下卻獲得較高票房。至5月30日下檔時，累計觀看人數為46萬2570人，票收為6億7818萬4800日圓，最終在85家電影院上映過。此票房紀錄為至2014年十年內由動畫改編的電影版中，排名第六名，僅次於《魔法少女小圓》、《K-ON！輕音部》、《超時空要塞Frontier》等著名作品。錦織導演對此票房感到非常訝異，認為超出預期，並對粉絲的熱愛表示感謝。
此外於9月19日上映的《偶像大師 劇場版 朝著輝煌的彼岸！ -VideoM@ster-》至10月13日下檔時累計觀看人數6萬4029人，票收9455萬1700日圓，合計原版觀眾人數則為52萬6722人，票收7億7297萬3700日圓。合計票房則為2014年十年以來深夜動畫改編的電影版動畫第五名。

### 家用媒體
電影BD和DVD於2014年10月8日由Aniplex發行，內容為9月19日上映的VideoM@ster版，除了電影本身還包含了電影設定集與圖集等；共分三種發行版本：以DVD發行的通常版、以BD和DVD發行的完全生產限定版，以及完全生產限定版再加上先前《偶像大師 閃耀祭典》發行時附贈的OVA的同梱版。另外完全生產限定版也比通常版多包涵了製作人員和聲優的訪談影片，以及過去舞台、座談會的記錄影像等。發行首周過後，同梱版銷售達6萬3千套，為該周Oricon公信榜的BD榜第一名。至10月24日時，三種版本合計銷售7萬4474套，為2014年深夜動畫改編電影版DVD、BD銷售量第八名。10月結束時，同梱版銷售量為亞馬遜日本該月銷售的動畫影片產品類第一名；2014年底結算時，同梱版銷售量則為亞馬遜日本全年動畫DVD、BD產品類第五名。而在Oricon公信榜的2014年度音樂、影片BD銷售榜上，同梱版以6萬9163套銷量排名第13名，並在榜上停留23周之久。

## 反響

### 評價
《偶像大師 劇場版 朝著輝煌的彼岸！》在大眾間的評價大致上正面，在超過一百個評分的電影評分網站上，本電影分別在MyAnimeList、雅虎日本以及Anikore等網站分別獲得了7.6分（滿分10分）、3.6分（滿分5分）和4.2分（滿分5分）。日本評論網站Excite Review的評論家Tamagomago（たまごまご）指出電影上映不久後，Twitter上不少人發表「看哭了」的留言；而其本人則認為電影中的感情處理、新人的成長，以及春香與後進之間的互動是值得注意的部分；又提到電影中演唱會的觀眾喝采音效採用了真實演唱會的錄音，讓觀眾有自己也參與到電影裡演唱會的感覺。
ACG評論網站Kotaku的中村評論家認為本片的劇情轉折不流於俗套，電影在765事務所偶像成長並變得成熟的過程上刻畫得不錯，而前輩與後進之間的互動也讓故事變得有趣；但是電影明顯的將資金都集中在唱歌跳舞的場景上，使得片中其他部分的視覺品質在對比下顯得遜色。此外他亦指出電影中的角色太多，劇情無法為個別角色聚焦，導致他在看完電影後只對兩個候補生有印象，而沒看過電視動畫的人也無法透過電影了解765事務所偶像們的特色；同時他認為偶像們的角色在電影中沒有出現什麼發展，使電影看起來不像電視動畫的延續，倒像個番外篇。然而，同網站的Dexomega評論家則認為電影能使觀眾回想起偶像們在電視動畫中出現過的衝突，並在電影中看到她們在角色上的發展，而以春香作為隊長並提攜後進、以及途中產生的衝突都是個不錯的主題；但同時他亦指出片中部分電腦繪圖與傳統動畫之間的搭配有些問題，使其覺得出現了恐怖谷的現象。他認為電影運用了故事的延續性，重新強調765事務所偶像們合作的重要性，為電視動畫系列留下一個完美的句點，同時帶出了下一系列的故事；不過也因為這個原因，本片很大程度上依賴觀眾與各個角色所建立的情感依附，因此對於沒看過電視動畫的人來說門檻較高。總體而言，中村認為雖然電影不到讓他一看再看的地步，但仍然值得一看；而Dexomega則對電影的動畫、原聲音樂以及劇情都讚譽有加，並給出了「去看吧！」（GO FOR IT!）的評價。
日本動畫評論家藤津亮太將本電影與《Wake Up, Girls! 劇場版 七位偶像》、和三部同時期上映、同樣以偶像為主題的電視動畫與電影作比較，指出《偶像大師》聚焦於偶像們自我實現的故事，耀眼的感覺是這些偶像的魅力所在；但正因為如此，《偶像大師》相較於其他的作品，對於演藝圈的描寫不夠充分，以及缺乏藝道的表現等，不過觀眾可以從見證偶像們自我實現的過程，在電影中獲得治癒感。

### 榮譽
《偶像大師 劇場版 朝著輝煌的彼岸！》於2014年的Newtype動畫大獎上，獲得了最佳主題曲獎、最佳電影版作品獎和最佳導演獎等獎項；劇中天海春香一角則獲得最佳女角獎，為天海春香配音的中村繪里子亦獲得最佳女聲優獎；製作動畫的A-1 Pictures公司則獲得最佳工作室獎。另外在最佳角色設計上獲得第二名、最佳劇本第三名和最佳配樂第二名等，劇中製作人一角亦有最佳男角第二名，劇中我那霸響的寵物哈姆藏也獲最佳吉祥物第二名，為我那霸響配音的沼倉愛美以及為北澤志保配音的雨宮天則分別獲得最佳女聲優的第二、三名。本片為當年Newtype動畫大獎獲獎最多的作品。
此外，2015年在東京都中央區舉行的東京動畫獎典禮，評選從2013年11月1日至2014年10月31日間由日本國內自行製作的動畫，《偶像大師 劇場版 朝著輝煌的彼岸！》於2015年初舉辦的動畫愛好者獎初選中，從373件作品中與其他19部作品晉級決選，決選於3月8日結束，本電影以25,145票獲得第六名。

## 外部連結
- 官方网站（日語）
- 互联网电影数据库（IMDb）上《偶像大師 劇場版 前往光輝的另一端！》的资料（英文）
- 偶像大師 劇場版 前往光輝的另一端！（動畫）在動畫新聞網百科全書中的資料（英文）（英文）
- THE IDOLM@STER MOVIE 輝きの向こう側へ！ （页面存档备份，存于） 在電影.com（日语：映画.com）的資料（日語）
- 豆瓣电影上《偶像大师剧场版：前往光辉的彼端》的資料 （简体中文）